# Ґурі Ґросу
Ґурі Ґросу (рум. Gurie Grosu; Romanian pronunciation: [ˈɡuri.e ˈɡrosu] ; 1 січня 1877, Німорень, Бессарабська губернія, Російська імперія — 14 листопада 1943, Бухарест, Румунія) — бессарабський священик і перший член Бессарабської митрополії після 100 років російської окупації. Його християнське ім'я було Ґеорге, а ім'я Ґурі він взяв, коли став ченцем. Ґурі був надзвичайно побожною людиною і одним із пропагандистів румунства в Бессарабії.
Коли в 1930 році король Кароль ІІ відвідав Бессарабію, митрополит Гурій перешкодив йому увійти до вівтаря через царські врата, сказавши, що король може зробити це лише з короною на голові та з дружиною грецькою принцесою Оленою, критикуючи його позашлюбні стосунки. Король ніколи не пробачив цього; він створив кампанію проти Ґурі, перебільшуючи те, що сталося раніше. Його звинувачували у зловживаннях і безгосподарності, розслідував Касаційний суд, який так і не довів розслідування до кінця. Під тиском Кароля 11 листопада 1936 року Священний Синод на чолі з Патріархом Мироном Крістеа призупинив його, не враховуючи надісланого ним листа. На його захист виступили лише легіонери та високий прелат.

## Біографія
Гросу народився в Німорені і помер 14 листопада 1943 року в Бухаресті.

## Освіта
Навчався в Духовній школі (1888—1882) і в Кишинівській духовній семінарії (1892—1898), потім з 1898 по 1902 рік в Духовній академії в Києві, заснованій митрополитом Петром Могилою, де отримав ступінь священика. Магістр теології.

## Педагогічна та духовна діяльність
У 1902 році він був висвячений у Ново-Неамцькому монастирі Кіцанів, висвячений у сан ієромонаха і названий «єпархіальним місіонером» (1902), пізніше висвячений на протокелія та архімандрита (1909). Однією з його заслуг було створення єпархіальної друкарні (1896) «Просвітитель» у Кишиневі (1908). Був настоятелем монастиря св. Аврама в Смоленську (1909), директором учительської школи (нормальних шкіл) у Грушевську (1910—1914) і Самовці (1914—1917), а також професором румунської мови в Кишиневі. (1917—1918) і борець за румунізм, був заступником міністра юстиції в Тимчасовому уряді Кишинева. 4 липня 1918 року був обраний Священним Синодом Бухареста понтифіком — вікарієм Митрополії Молдови з титулом «Ботошанянул» (висвячений в Яссах 15 липня 1918 року). У 1919 році він був призначений понтифіком вікарієм архієпископства Кишинева (з титулом «Бельці»). 1 січня 1920 р. Понтифік Кишинівський і Хотинський, а 21 лютого 1920 р. був обраний повноправним іменником (інтронізований у 1921 р.), а з 28 квітня 1928 р. він став митрополитом Бессарабським, виконуючи служіння до 11 листопада 1936 р., коли пішов у відставку.

## Праці
- Carte de învăţătură despre legea lui Dumnezeu alcătuită după mai multe manuale ruseşti, Chişinău, 1908,
- Bucoavnă moldovenească. Chişinău, 1909;
- Abecedar moldovenesc Chişinău, 1917, (în colaborare; ed. a II-a şi a III-A, cu litere latine, în 1918, ed. a VII-a în 1922),
- Rugăciune şi lămurirea lor, Chişinău, 1920, 44 p.;
- Despre omul «trupesc», «sufletesc» şi «duhovnicesc». Chişinău, 1924,
- Istoria sfântă a Vechiului şi Noului Testament, Chişinău, 1924, (şi alte ediţii);
- Slujirea lui Dumnezeu a unui preot bun, după Părintele loan de Cronstadt, Chişinău, 1925,